# Johann Spurzheim

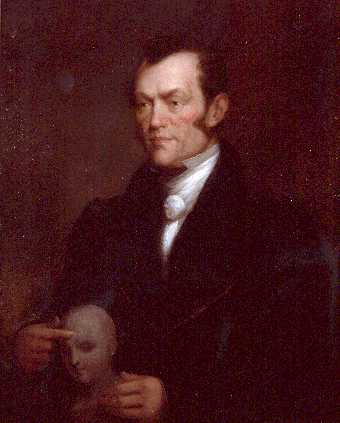
Johann Spurzheim.

Johann Kaspar (Gaspar) Spurzheim, född 31 december 1776 i Longuich nära Trier, död 10 december 1832 i Boston i Massachusetts, var en tysk läkare och frenolog. 
Spurzheim begav sig 1795 till Wien, där han blev bekant med Franz Joseph Gall och omfattade dennes frenologiska system. Han blev medicine doktor 1804, åtföljde sedan från 1805 Gall under dennes resor och utgav tillsammans med honom flera arbeten. År 1813 skildes Spurzheim från Gall och begav sig 1814 till Storbritannien, där han höll föreläsningar. I samma syfte reste han till USA 1832, men avled en kort tid efter ankomsten.